# Acoma leechi
Acoma leechi är en skalbaggsart som beskrevs av Mont A. Cazier 1953. Acoma leechi ingår i släktet Acoma och familjen Pleocomidae. Inga underarter finns listade i Catalogue of Life.